# Raz-de-marée aux Pays-Bas en 1212
Le raz-de-marée de 1212 aux Pays-Bas a touché particulièrement le nord de la Hollande et a fait environ 60 000 morts.

## Source
- (nl) Cet article est partiellement ou en totalité issu de l’article de Wikipédia en néerlandais intitulé « Stormvloed van 1212 » (voir la liste des auteurs).